# 浜野春保
浜野 春保（はまの はるやす、1925年1月6日 - ）は、日本の小説家、作家。

## 経歴
群馬県生まれ。
1942年5月横須賀第二海兵団に入り、海軍万雷特別攻撃隊隊員となるが海軍兵曹で敗戦を迎える。
1959年『近代文学』に「有刺鉄線」を発表。1964年同人誌『犀』に参加。ほか同人誌『朱羅』にも参加。

## 著書
- 『万雷特別攻撃隊』図書出版社 1979
- 『落城』青磁社 1989
- 『海の喪章 短編集』武蔵野書房 1991
- 『妙印尼輝子』武蔵野書房 1994
- 『有刺鉄線』菁柿堂 1996
- 『徳川開闢異聞』菁柿堂 1999
- 『流れ雲』菁柿堂 2003
- 『私の戦争史』菁柿堂 2009